# 파하드 알에네지
파하드 알에네지(아랍어: فهد العنزي, 1988년 9월 1일 ~ )는 쿠웨이트의 축구 선수로서, 포지션은 미드필더이다. 현재 알나스르 SC (쿠웨이트)에서 활약하고 있다.

## 축구인 경력

### 선수 경력
2009년 카즈마에서 프로 무대에 데뷔하였으며 데뷔 첫 해에 국가대표팀에 승선하는 등 어린 나이에 큰 주목을 받기 시작하였다. 그는 2010년 10월 구단으로부터 사우디아라비아로의 1주일 간의 휴가를 허락받고 휴가를 떠났으나 사우디아라비아가 아닌 세르비아로 향해 FK 파르티잔과 입단 협상을 시도하였다. 하지만 입단에는 실패하였고 결국 구단으로 복귀하였다.
2011년 사우디아라비아의 명문 클럽 알이티하드로 임대 이적하였다. 임대기간이 종료된 후 쿠웨이트 SC로 이적하였다.

### 국가대표 경력
2009년부터 성인 대표팀에서 활약하기 시작하였고 2010년엔 걸프컵에 출전하여 팀의 우승에 기여하였다.